# Veluwe (waterschap)
Waterschap Veluwe was een waterschap in Gelderland. Het werd opgericht in 1997 en fuseerde in 2013 met het westelijk gelegen waterschap Vallei en Eem tot het waterschap Vallei en Veluwe.
Onder Waterschap Veluwe vielen de dijken langs de IJssel en de randmeren. Daarnaast regelde het waterschap het waterpeil met negen hoofdgemalen en zuiverde het het afvalwater van 166.000 huishoudens en zo'n 10.000 bedrijven in 8 rioolwaterzuiveringsinstallaties.
In totaal omvatte het huidige werkgebied 136.000 hectare en woonden er ruim 400.000 mensen in 19 gemeenten: Apeldoorn, Brummen, Deventer (ten westen van de IJssel), Elburg, Epe, Ermelo, Harderwijk, Hattem, Heerde, Nunspeet, Oldebroek, Putten, Voorst en Zutphen (ten westen van de IJssel). Ook kleine delen van de gemeenten Arnhem, Barneveld, Nijkerk en Rheden en delen van de gemeenten Olst-Wijhe ten westen van de IJssel, zoals Marle en Welsum, hoorden hierbij.

## Organisatie
Het Waterschapshuis dat in het jaar 2000 in gebruik werd genomen was het hoofdkantoor van het waterschap en stond in Apeldoorn. Bij Waterschap Veluwe werkten ongeveer 210 medewerkers. Zo'n 160 werkten in het waterschapshuis. De overige werknemers werkten in de buitendienst aan het beheer en onderhoud van onder andere gemalen, dijken en rioolwaterzuiveringsinstallaties.

## Geschiedenis
Het waterschap ontstond in 1997 uit een fusie van de waterschappen:
- Oude Rijn, polderdistrict
- Noord-Veluwe
- Oost-Veluwe
- Veluwe, zuiveringschap

Later zijn er ook enkele nieuwe gebieden bij gekomen, zoals het stedelijk gebied van Apeldoorn en de hogere zandgronden.
Waterschap Veluwe fuseerde per 1 januari 2013 met Vallei en Eem. Op 1 januari 2012 werden de ambtelijke diensten van beide waterschappen al samengevoegd tot één organisatie. Vanaf maart 2012 is deze organisatie gehuisvest in het verbouwde kantoorpand van Waterschap Veluwe in Apeldoorn. 